# Kattilasaari (ö i Birkaland, Tammerfors, lat 61,67, long 23,70)
Kattilasaari är en ö i Finland. Den ligger i sjön Näsijärvi och i kommunen Ylöjärvi i den ekonomiska regionen Tammerfors och landskapet Birkaland, i den södra delen av landet, 180 km norr om huvudstaden Helsingfors. Öns area är 1 hektar och dess största längd är 180 meter i sydöst-nordvästlig riktning.